# Justine Goossens
Justine Goossens (17 april 2000) is een atlete uit België. Ze is gespecialiseerd in de sprint.

## Loopbaan
In 2019 liep Goossens samen met haar clubgenotes van Racing Club Gent Atletiek een Belgisch record op de 4 × 200 m estafette. Ze nam dat jaar op de 4 × 100 m deel aan de Europese kampioenschappen U20 in Borås. Ze werd met het Belgische estafetteteam door een foute stokwissel gediskwalificeerd in de reeksen. Het jaar nadien verbeterde ze met haar clubgenotes ook het Belgisch indoorrecord op de 4 × 200 m.
In 2021 werd Goossens tweede op de nationale indoorkampioenschappen op de 200 m. Ze nam dat jaar op de 4 × 100 m deel aan de Europese kampioenschappen U23 in Tallinn. Ze werd met het Belgische estafetteteam opnieuw gediskwalificeerd in de reeksen. Tijdens de Belgische estafettekampioenschappen verbeterde ze met haar clubgenotes het Belgische record op de 4 × 200 m.

## Persoonlijke records
Outdoor
| Onderdeel | Resultaat | Wind     | Datum        | Plaats   |
| --------- | --------- | -------- | ------------ | -------- |
| 100 m     | 11,81 s   | +2,0 m/s | 30 juli 2022 | Lier     |
| 200 m     | 23,94 s   | +0,5 m/s | 29 mei 2021  | Oordegem |

Indoor
| Onderdeel | Resultaat | Datum            | Plaats           |
| --------- | --------- | ---------------- | ---------------- |
| 60 m      | 7,50 s    | 29 februari 2020 | Louvain-la-Neuve |
| 200 m     | 23,66 s   | 29 februari 2020 | Louvain-la-Neuve |

## Palmares

### 200 m
- 2021:  BK indoor AC - 23,84 s
- 2022:  BK indoor AC - 24,38 s
- 2023:  BK indoor AC – 24,01 s

### 4 × 100 m
- 2019: DQ: EK U20 in Boras
- 2021: DQ: EK U23 in Tallinn